# Менти, Ромео
Ромео Менти (итал. Romeo Menti, 5 сентября 1919, Виченца, Италия — 4 мая 1949, Суперга, Турин) — итальянский футболист, играл на позиции нападающего.
Прежде всего известен выступлениями за клуб «Торино», а также национальную сборную Италии. Вместе с партнёрами по туринской команде погиб в авиационной катастрофе на горе Суперга 4 мая 1949 года.

## Клубная карьера
Во взрослом футболе дебютировал в 1934 году выступлениями за команду «Виченца». В первом же сезоне выступления Менти за «Виченцу» клуб вылетел из Серии «В», но Менти появлялся на поле эпизодически. В течение следующих трёх чемпионатов был основным игроком линии нападения. За четыре сезона провёл в составе «Виченцы» 82 матча (забил 34 мяча).
В турнире 1937/38 забил 21 гол и привлёк внимание представителей тренерского штаба «Фиорентины», к составу которого присоединился со следующего сезона. Внёс весомый вклад в победу в чемпионате 1938/39 годов среди команд Серии «В», и возвращению клуба, после годичного перерыва, в элиту итальянского футбола. В следующем сезоне «фиалки» завоевали кубок Италии. На пути к финалу были одержаны победы над «Миланом», «Лацио» и «Ювентусом». В решающем матче был забит единственный гол. В воротах «Дженоа» отличился Марио Челориа.
В 1941 году заключил контракт с клубом «Торино». В сезоне 1942/43 «гранатовые» сделали дубль — победили в Серии «А» и национальном кубке. В течение всего сезона, на одной позиции играли Ромео Менти и Франко Оссола. Менти провёл две трети матчей чемпионата, Оссола играл в финале кубка против «Венеции».
В конце Второй мировой войны играл в составе «Милана» и «Стабии». В первом послевоенном чемпионате защищал цвета «Фиорентины».
В 1946 году вернулся в клуб «Торино». В первом сезоне был дублёром Оссолы, а в следующих двух — входил в основы атакующей звена команды (Лоик — Маццола — Менти — Оссола — Габетто). Внёс весомый вклад в завоевание трёх чемпионских титулов. В элитной лиге итальянского футбола провёл 204 матча (88 голов), в том числе в Серии «А» — 177 матчей (80 голов).
В дебютном матче за национальную сборную отметился «хет-триком» в ворота швейцарской команды. Игра состоялась 27 апреля 1947 года во Флоренции. «Гранатовые» были базовой командой для сборной Италии, в каждом матче выходили по шесть-восемь игроков «Торино».
Так, на следующий поединок против венгров, 11 мая 1947 года, на поле сразу вышли десять футболистов клуба и голкипер «Ювентуса» Лучидио Сентименти (полевые игроки: Балларин, Марозо, Грецар, Ригамонти, Кастильяно, Менти, Лоик, Габетто, Маццола и Феррарис).
До марта 1949 года, провёл ещё пять товарищеских матчей в составе итальянской сборной: против Чехословакии (3:1), Франции (3:1), Англии (0:4), Португалии (4:1) и Испании (3:1). Забивал голы в ворота чехословаков и португальцев.

## Суперга
Весной 1949 года руководство туринского клуба приняло приглашение от португальского гранда, «Бенфики», принять участие в товарищеской игре в честь одной из крупнейших тогдашних звезд лиссабонского клуба, Франсишку Феррейры. Игра состоялась 3 мая 1949 года в Лиссабоне и завершилась поражением итальянских гостей со счетом 3:4. На следующий день команда «Торино», работники клуба и журналисты вылетели домой рейсом Лиссабон—Барселона—Турин.
Близ Савоны самолет начал снижаться в сложные погодные условия. Примерно в 17:03 — осуществил поворот для захода на посадку и вскоре столкнулся с каменной оградой базилики Суперга на вершине одноимённой горы, возвышающейся над окрестностями Турина. В результате авиакатастрофы все четыре члена экипажа и 27 пассажиров погибли на месте.
На момент гибели основного состава «Торино», до завершения сезона в Серии A оставалось четыре тура и команда возглавляла чемпионские гонки. В последних турах, честь клуба защищали игроки молодежной команды. Все соперники в этих матчах («Дженоа», «Палермо», «Сампдория» и «Фиорентина»), из уважения к погибшим чемпионам, также выставляли на поле молодёжные составы своих клубов. Молодежная команда «Торино» победила во всех последних играх сезона, одержав таким образом посмертный чемпионский титул для своих старших товарищей.

## Достижения
- Чемпион Италии (4): 1943, 1947, 1948, 1949
- Обладатель Кубка Италии (2):

«Фиорентина»: 1940
«Торино»: 1943

## Память
В 1949 году в городе Виченца местный стадион был назван именем футболиста — «Ромео Менти».

## Статистика
Статистика выступлений в чемпионатах Италии:
| Сезон             | Команда           | Чемпионат         | Чемпионат | Чемпионат |
| Сезон             | Команда           | Лига              | Игры      | Голы      |
| ----------------- | ----------------- | ----------------- | --------- | --------- |
| 1934/35           | «Виченца»         | В                 | 3         | 0         |
| 1935/36           | «Виченца»         | С                 | 23        | 4         |
| 1936/37           | «Виченца»         | С                 | 26        | 9         |
| 1937/38           | «Виченца»         | С                 | 30        | 21        |
| 1938/39           | «Фиорентина»      | В                 | 29        | 17        |
| 1939/40           | «Фиорентина»      | А                 | 17        | 9         |
| 1940/41           | «Фиорентина»      | А                 | 29        | 18        |
| 1941/42           | «Торино»          | А                 | 28        | 14        |
| 1942/43           | «Торино»          | А                 | 22        | 8         |
| 1944              | «Милан»           | Д-1               | 9         | 1         |
| 1945/46           | «Фиорентина»      | Д-1               | 18        | 7         |
| 1946/47           | «Торино»          | А                 | 14        | 6         |
| 1947/48           | «Торино»          | А                 | 38        | 16        |
| 1948/49           | «Торино»          | А                 | 29        | 9         |
| Всего в Серии «А» | Всего в Серии «А» | Всего в Серии «А» | 177       | 80        |
| Всего в Д-1       | Всего в Д-1       | Всего в Д-1       | 204       | 88        |
| Всего за карьеру  | Всего за карьеру  | Всего за карьеру  | 315       | 139       |